# Vorm (taalkunde)
Onder de (literaire) vorm wordt de uiterlijke verschijning verstaan. Dus niet: waar gaat het over, maar hoe ziet het eruit.
Tot de vorm behoort:
- de tekstopmaak, ook de lettertypes
- de indeling in alinea's, hoofdstukken, strofes, vers, of afdelingen
- de klank en het metrum van de woorden en zinnen
- de rijm (vooral bij gedichten)
- de woordkeuze, het register